# Heraklides z Pontu

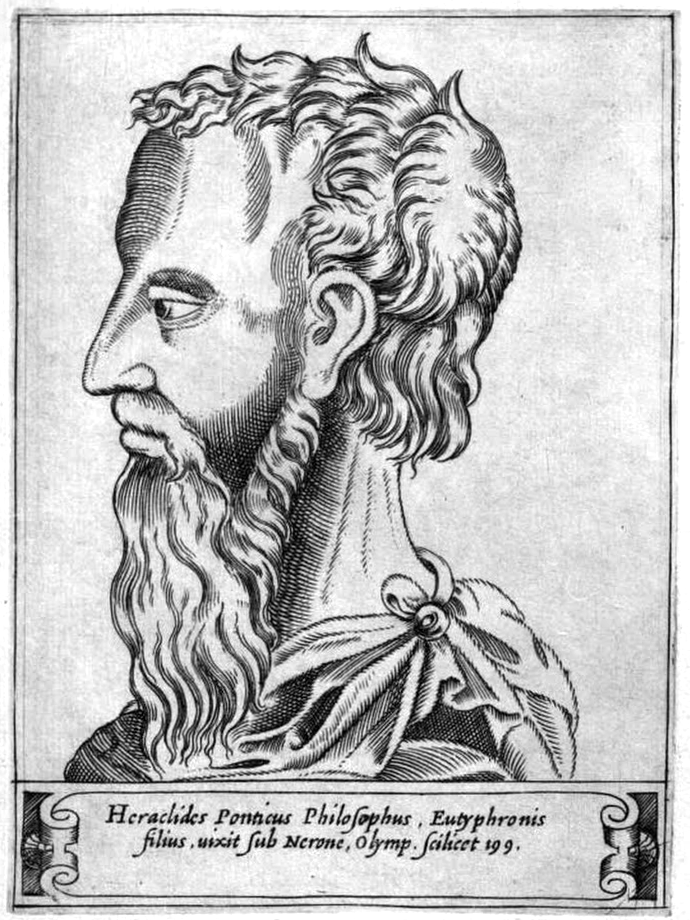
Heraklides z Pontu (ilustracja z 1580)

Heraklides z Pontu (stgr. Ἡρακλείδης ὁ Ποντικός, IV w. p.n.e.) – grecki filozof akademicki i astronom, pochodzący z Heraklei Pontyjskiej. Kierował Akademią podczas podróży Platona na Sycylię.
Heraklides starał się o stanowisko scholarchy Akademii po śmierci Speuzypa – następcy i siostrzeńca Platona. Przegrał jednak (kilkoma głosami) z Ksenokratesem. Rozgoryczony opuścił Akademię i powrócił do Pontu.
Diogenes Laertios w 5 księdze Żywotów i poglądów słynnych filozofów wylicza długą listę dzieł Heraklidesa.

## Poglądy astronomiczne
Heraklides jest uważany za poprzednika teorii heliocentrycznej. Uważał, że Ziemia obraca się wokół własnej osi (z zachodu na wschód). Pogląd ten nie był jednak podbudowany teoretycznie czy empirycznie i miał wyłącznie oparcie intuicyjne.
Symplicjusz z Cylicji w komentarzu do dzieła O niebie Arystotelesa mówi o Heraklidesie:
myślał on, że można obronić zjawiska, zakładając, iż Ziemia znajduje się pośrodku i obraca się, niebiosa zaś pozostają nieruchome.
Pogląd ten mógł być wzorowany na fragmencie z Timajosa:
Ziemię zaś, karmicielkę naszą, osadzoną na osi, przeciągniętej przez cały wszechświat urządził tak, że ona strzeże i wykonywa noc i dzień.
Wcześniej pogląd o ruchu Ziemi wokół ogniska Wszechświata (stgr. παντὸς ἑστίαν) głosił Filolaos z Tarentu, Ziemia miała być stale zwrócona do ogniska jedną stroną (podobnie jak Księżyc do Ziemi), w tym modelu zatem musiała także obracać się dokoła własnej osi.
Chalcydiusz w komentarzu do Timajosa podaje: Heraklides pokazał, że Wenus jest czasami wyżej, czasem niżej niż Słońce. Prawdopodobnie oznaczało to, iż Wenus (i zapewne Merkury) w modelu Heraklidesa krążyły wokół Słońca, krążącego wokół Ziemi. Podobny model, w którym planety obiegają Słońce krążące wokół Ziemi, 2 tysiące lat później ogłosił Tycho Brahe.